# Cases a la carretera de Ribes (Figaró-Montmany)
Les Cases a la carretera de Ribes és una obra noucentista de Figaró-Montmany (Vallès Oriental) inclosa a l'Inventari del Patrimoni Arquitectònic de Catalunya.

## Descripció

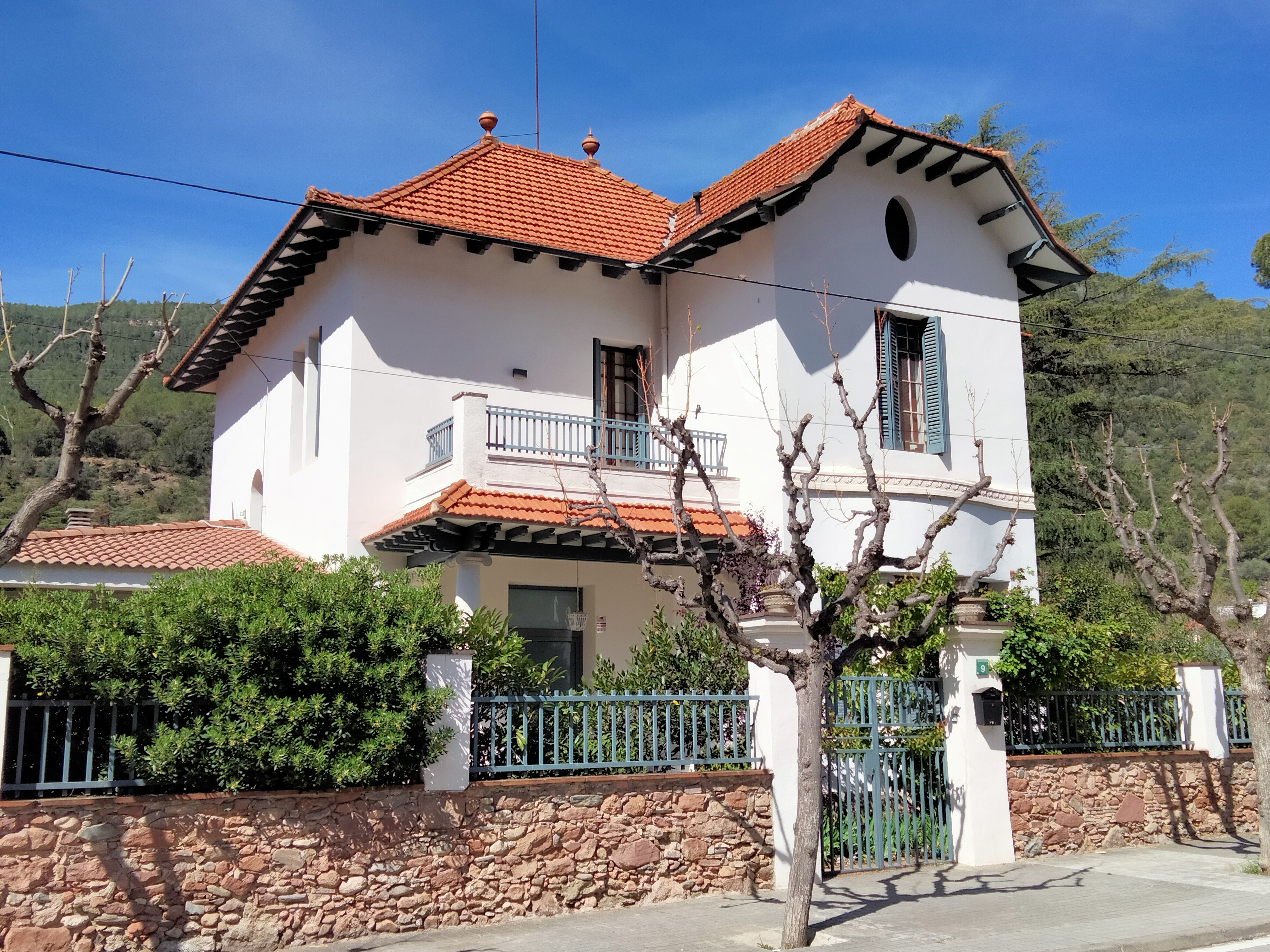
Xalet de la carretera de Ribes, núm. 9

Conjunt de cases aïllades de tipologia ciutat-jardí. Estan situades en zona plana al costat de la carretera. Totes elles són de planta baixa i un pis d'alçada. Les cobertes són compostes. Juguen amb volums de cossos que sobresurten. En el seu llenguatge decoratiu apareixen molts elements de tipus clàssic, hi ha columnetes en els porxos d'entrada. En conjunt creen un carrer harmoniós típic de les cases d'estiueig de principis de segle.

## Història
El Figaró és una població amb tradició estiuejant des de finals del segle xix, potenciat per l'existència del ferrocarril que facilità l'accés des de Barcelona. Tot i que aquestes construccions no es poden incloure en un estil concret, la seva estètica és propera al Noucentisme. Es desconeix la datació exacte i els seus autors.